# Cathubodua
Cathubodua, auch Cassibodua, war eine wenig bekannte keltische Gottheit, deren Name nur auf einer gallischen Inschrift in Mieussy (römische Provinz Gallia Narbonensis) in Frankreich zu finden ist.

## Name und Etymologie
Der Name entstammt wahrscheinlich den urkeltischen Wurzeln katu (Kampf) und bodwā (kämpfen). In der späteren altirischen Sprache bedeutete bodua-, abgeleitet von bodb, allerdings weiblicher Rabe. Der Name könnte somit „Kampfrabe“ bedeuten.

## Mythologie
Sie wurde auf einer Inschrift in Herbitzheim (römische Provinz Gallia Belgica) mit Victoria gleichgesetzt und wird im Allgemeinen als Kriegs- und Totengottheit angesehen. Vielleicht nahmen ihre Raben oder Krähen bei den Galliern die Aufgabe wahr, die Seelen der gefallenen Krieger ins Jenseits zu geleiten, eine Vorstellung, die bei den Keltiberern für die Geier bezeugt ist.
Die Darstellungen einer Krähe auf einigen keltischen Münzen werden mit Cathubodua in Verbindung gebracht.
In der irischen Mythologie existiert eine nahe verwandte Figur, Badb/Bodb Chatha („Schlachtkrähe“), eine Schwester der Morrígan.